# Mentona
Mentona (fr. Menton) – miejscowość i gmina we Francji, w regionie Prowansja-Alpy-Lazurowe Wybrzeże, w departamencie Alpy Nadmorskie. Wchodzi w skład zespołu miejskiego Monako-Mentona.
Według danych na rok 2007 gminę zamieszkiwało 28 683 osób, a gęstość zaludnienia wynosiła 1687 osób/km².
W 1873 roku w Mentonie zmarł Władysław Krasiński, najstarszy syn Zygmunta Krasińskiego. W 1880 roku zmarł w Mentonie zesłaniec i pisarz Bronisław Zaleski. W Mentonie zmarła 18 marca 1899 Izabella Działyńska. W tym samym roku zmarł tu Feliks Kołyszko, jeden z przywódców Powstania styczniowego na Litwie. Pochowano tu także takich polskich malarzy jak Konstanty Przecławski i Władysław Hirszel.
W latach 1940–1943 miejscowość była okupowana przez Włochów, na skutek włoskiej inwazji na Francję (jako jedyna większa francuska miejscowość).

## Bibliografia

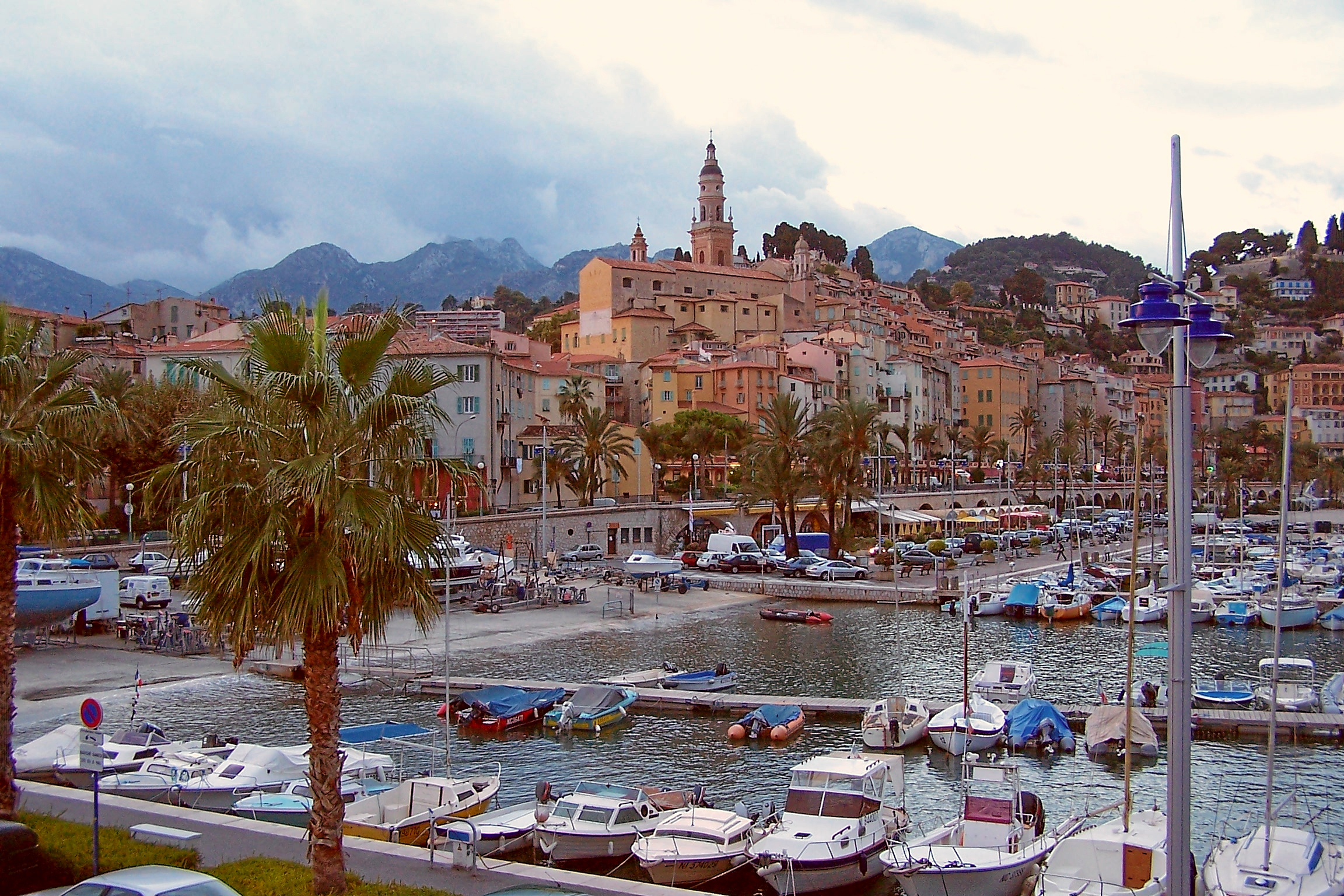
Port w Mentonie
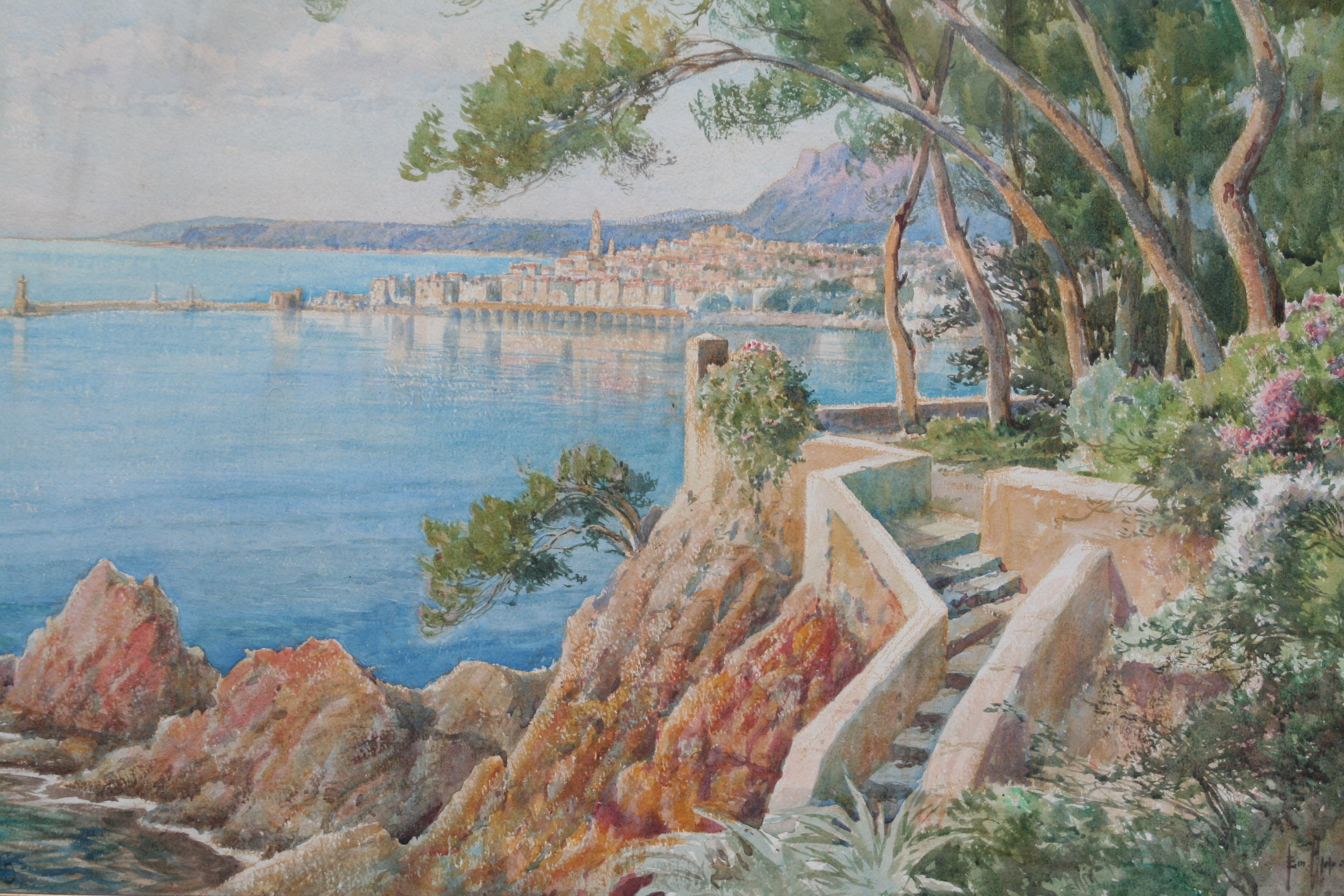
Menton – Emile Appay

## Miasta partnerskie
- Niemcy: Baden-Baden
- Szwajcaria: Montreux
- Belgia: Namur
- Rosja: Soczi